# Androsace cylindrica
Androsace cylindrica là một loài thực vật có hoa trong họ Anh thảo. Loài này được DC. mô tả khoa học đầu tiên năm 1805.

## Hình ảnh

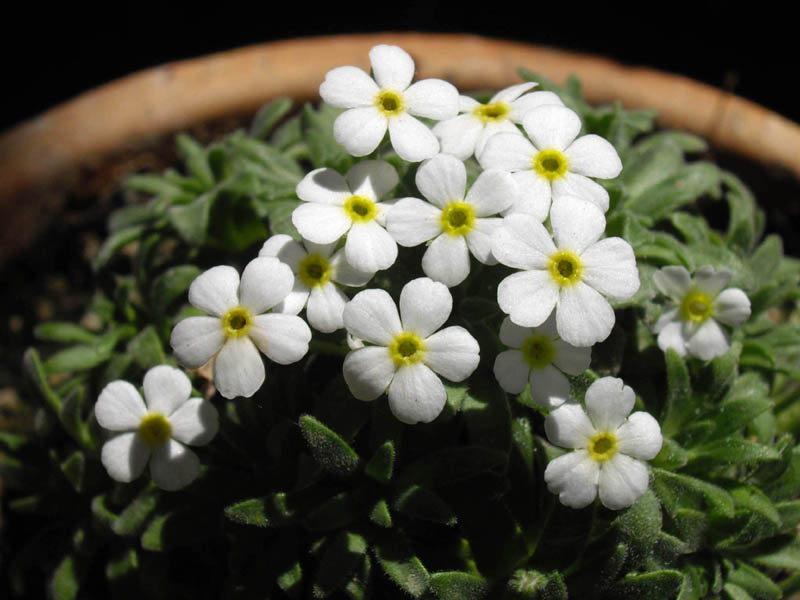
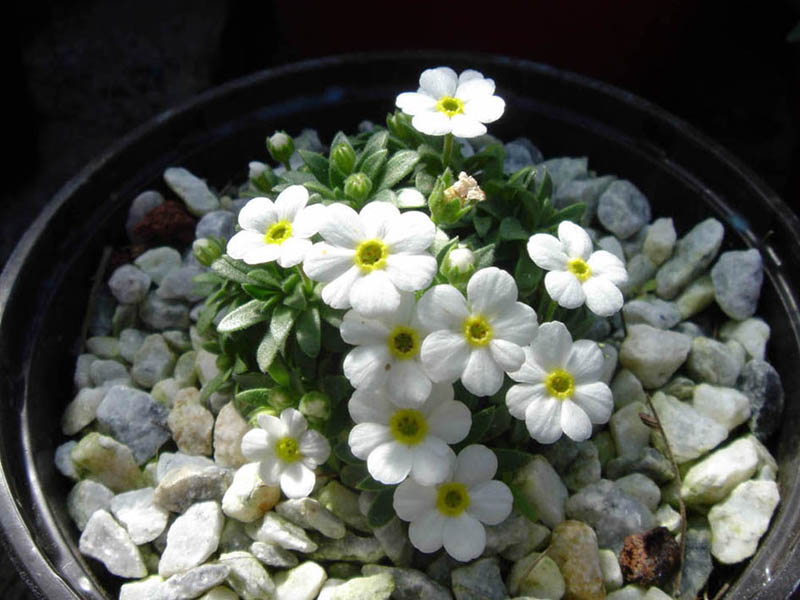